# Kazimierz Radziwiłłowicz
Kazimierz Radziwiłłowicz (ur. 8 czerwca 1877, zm. 21 czerwca 1946) – generał brygady Wojska Polskiego.

## Życiorys
Kazimierz Radziwiłłowicz urodził się 8 czerwca 1877.
W randze generała porucznika służył w szeregach Wojska Litwy Środkowej, pełniąc stanowisko inspektora artylerii
Po wybuchu II wojny światowej 1939 i kampanii wrześniowej został aresztowany przez sowietów, po czym odzyskał wolność i wstąpił do armii gen. Andersa. Do końca życia był w stopniu generała brygady. Zmarł 21 czerwca 1946. Został pochowany na brytyjskim cmentarzu wojennym w Al-Kantara na obszarze Egiptu (miejsce 2-E-1). 